# Sztrukwałd
Sztrukwałd – część wsi Jeleńska Huta w Polsce, położona w województwie pomorskim, w powiecie wejherowskim, w gminie Szemud.
W latach 1975–1998 Sztrukwałd administracyjnie należał do województwa gdańskiego.